# Gare de Sénissiat-Revonnas
La gare de Sénissiat-Revonnas est une ancienne gare ferroviaire française de la ligne de Bourg-en-Bresse à Bellegarde, située sur le territoire de la commune de Revonnas au lieu-dit Sénissiat, dans le département de l'Ain, en région Auvergne-Rhône-Alpes.
Elle est ouverte en 1876 par la Compagnie des Dombes et des chemins de fer du Sud-Est avant de devenir en 1884 une gare du réseau de la Compagnie des chemins de fer de Paris à Lyon et à la Méditerranée (PLM).
Elle est fermée en 2005.

## Situation ferroviaire
Établie à 396 mètres d'altitude, la gare de Sénissiat-Revonnas (fermée) est située au point kilométrique (PK) 12,842 de la ligne de Bourg-en-Bresse à Bellegarde, entre les gares de Ceyzériat et de Cize - Bolozon.

## Histoire
La gare est ouverte le 10 mars 1876, le jour de l'ouverture du tronçon de Bourg en Bresse à Simandre-sur-Suran qui fait partie de la ligne de Bourg-en-Bresse à Bellegarde, par la Compagnie des Dombes et des chemins de fer du Sud-Est. 
Cette compagnie l'a vendue à la Compagnie des chemins de fer de Paris à Lyon et à la Méditerranée (PLM) le 1er janvier 1884. 
Elle est devenue propriété de la SNCF lors de la nationalisation en 1938. Elle appartient désormais à Réseau Ferré de France (RFF) depuis 1997.
De septembre 2005 à 2010, la ligne a connu d'importants travaux de restructuration (électrification, voie neuve et signalisation) mais il a été décidé de ne pas rouvrir la gare de Sénissiat-Revonnas aux voyageurs.

## Patrimoine ferroviaire
L'ancien bâtiment voyageurs, inutilisé, a échappé à la démolition contrairement à ceux de Villereversure, Ceyzériat et Cize-Bolozon, détruits lors de la modernisation de la ligne.
Constitué d'une ancienne maisonnette de garde-barrière et d'une aile latérale, il a été revendu et restauré pour servir d'habitation.